# Liste der Kulturdenkmäler in Silges
Die folgende Liste enthält die in der Denkmaltopographie ausgewiesenen Kulturdenkmäler auf dem Gebiet des Ortsteils Silges der Gemeinde Nüsttal, Landkreis Fulda, Hessen.
Hinweis: Die Reihenfolge der Denkmäler in dieser Liste orientiert sich an der Anschrift, alternativ ist sie auch nach der Bezeichnung, der vom Landesamt für Denkmalpflege vergebenen Nummer oder der Bauzeit sortierbar.
Kulturdenkmäler werden fortlaufend im Denkmalverzeichnis des Landes Hessen durch das Landesamt für Denkmalpflege Hessen auf Basis des Hessischen Denkmalschutzgesetzes (HDSchG) geführt. Die Schutzwürdigkeit eines Kulturdenkmals hängt nicht von der Eintragung in das Denkmalverzeichnis des Landes Hessen oder der Veröffentlichung in der Denkmaltopographie ab.

Das Vorhandensein oder Fehlen eines Objekts in dieser Liste ist keine rechtsverbindliche Auskunft darüber, ob es Kulturdenkmal ist oder nicht: Diese Liste entspricht möglicherweise nicht dem aktuellen Stand der offiziellen Denkmaltopographie. Diese ist für Hessen in den entsprechenden Bänden der Denkmaltopographie Bundesrepublik Deutschland und im Internet unter DenkXweb – Kulturdenkmäler in Hessen einsehbar. Auch diese Quellen sind, obwohl sie durch das Landesamt für Denkmalpflege Hessen aktualisiert werden, nicht immer aktuell, da es im Denkmalbestand immer wieder Änderungen gibt.
Eine verbindliche Auskunft erteilt allein das Landesamt für Denkmalpflege Hessen.
Nutze diese Kartenansicht, um Koordinaten in der Liste zu setzen. In dieser Kartenansicht sind Kulturdenkmale ohne Koordinaten mit einem roten bzw. orangen Marker dargestellt und können in der Karte gesetzt werden. Kulturdenkmale ohne Bild sind mit einem blauen bzw. roten Marker gekennzeichnet, Kulturdenkmale mit Bild mit einem grünen bzw. orangen Marker.
| Bild            | Bezeichnung        | Lage                                               | Beschreibung                                                    | Bauzeit                                                           | Objekt-Nr. |
| --------------- | ------------------ | -------------------------------------------------- | --------------------------------------------------------------- | ----------------------------------------------------------------- | ---------- |
| Bild gesucht BW | Holzkruzifix       | Hilderser Straße 2 LageFlur: 8, Flurstück: 11      |                                                                 | Noch 19. Jahrhundert vermutet.                                    | 37284 DDB  |
| Bild gesucht BW | Wegekreuz          | Karl-Remmert-Straße 1 LageFlur: 8, Flurstück: 38/2 |                                                                 | 1885, bezeichnet.                                                 | 37294 DDB  |
| Bild gesucht BW | Steinbrücke        | Nüst (Sigildisstraße) LageFlur: 7, Flurstück: 70   | In einem flachen Bogen über die Nüst gespannte Sandsteinbrücke. | Um 1850                                                           | 37292 DDB  |
| Bild gesucht BW | Fachwerkhaus       | Röllbergstraße 2 LageFlur: 5, Flurstück: 14/6      |                                                                 | Nach 1850                                                         | 37285 DDB  |
| Bild gesucht BW | Hofreite           | Röllbergstraße 4 LageFlur: 5, Flurstück: 16        |                                                                 | 18. Jahrhundert vermutet (Kerngebäudeteile).                      | 37286 DDB  |
| Bild gesucht BW | Friedhofskreuz     | Sigildisstraße LageFlur: 9, Flurstück: 15/3        |                                                                 | Noch 19. Jahrhundert vermutet.                                    | 37555 DDB  |
| Bild gesucht BW | Bildstock          | Sigildisstraße 23a LageFlur: 8, Flurstück: 55/6    |                                                                 | 1880, bezeichnet.                                                 | 37293 DDB  |
| Bild gesucht BW | Katholische Kirche | Sigildisstraße 31 LageFlur: 7, Flurstück: 42       |                                                                 | 1888 nach Plänen des Architekten Arnold Güldenpfennig, Paderborn. | 37291 DDB  |
| Bild gesucht BW | Bildstock          | Sigildisstraße 44 LageFlur: 7, Flurstück: 22/5     |                                                                 | 1843, bezeichnet.                                                 | 37288 DDB  |
| Bild gesucht BW | Bildstock          | Sigildisstraße 47 LageFlur: 5, Flurstück: 13       |                                                                 | 1873 (Inschrift).                                                 | 37289 DDB  |
| Bild gesucht BW | Fachwerkhaus       | Sigildisstraße 50 LageFlur: 7, Flurstück: 2/1      |                                                                 | 1760                                                              | 37296 DDB  |